# Andrzej Łosiński
Andrzej Łosiński, (ur. 1957 w Kościerzynie) – generał brygady Sił Zbrojnych RP.

## Wykształcenie
- 1972 – 1976 – liceum ogólnokształcące;
- 1976 – 1980 – Wyższa Szkoła Oficerska Wojsk Obrony Przeciwlotniczej w Koszalinie;
- 1987 – 1990 – Akademia Sztabu Generalnego Sił Zbrojnych PRL;
- 1997 – studia podyplomowe w Akademii Ekonomicznej we Wrocławiu.

## Przebieg służby wojskowej
- 1980-1991 – 61 Brygada Artylerii WOPL w Skwierzynie;
  - dowódca plutonu dowodzenia;
  - dowódca baterii;
  - szef sztabu dywizjonu ogniowego;
  - dowódca dywizjonu ogniowego;
- 1992 – szef sztabu – zastępca dowódcy 18 pułku artylerii przeciwlotniczej w Jeleniej Górze;
- 1996 – szef sztabu – zastępca dowódcy 61 Brygada Artylerii WOPL w Skwierzynie;
- 2000 – szef Oddziału Szkolenia 3 Korpusu Obrony Powietrznej we Wrocławiu;
- 2004 – zastępca dowódcy 61 Brygady Rakietowej OP;
- sierpień 2004–2005 – dowódca 61 Brygady Rakietowej OP;
- od 24 sierpnia 2006 – 30 listopada 2012 – dowódca 1 Śląskiej Brygady Rakietowej Obrony Powietrznej w Bytomiu, przeniesiony do rezerwy[1].

## Awanse
- podporucznik – 1980

(...)
- generał brygady – 15 sierpnia 2006[2]

## Odznaczenia
- Brązowy Krzyż Zasługi – 2002[3]
- Lotniczy Krzyż Zasługi – 2009[4]
- Medal "Siły Zbrojne w Służbie Ojczyzny"
- Srebrny Medal „Siły Zbrojne w Służbie Ojczyzny”
- Brązowy Medal „Siły Zbrojne w Służbie Ojczyzny”
- Medal „Za zasługi dla obronności kraju”